# Aleksandr Dronov
Aleksandr Sourenovitch Dronov est un joueur d'échecs par correspondance soviétique puis russe né le 6 octobre 1946 à Moscou (république socialiste fédérative soviétique de Russie, URSS) et mort dans la même ville le 7 décembre 2023,.
Il est le seul joueur à avoir remporté trois championnats du monde par correspondance :
- le 22e championnat du monde (2007 à 2010, +7 =9)[4] ;
- le 27e championnat du monde (2011 à 2014, +3 =13)[5] ;
- le 29e championnat du monde (2015 à 2018, +3 =13)[6].